# Kiyoshi Tamura
Kiyoshi Tamura (em japonês:  田村潔司, Tamura Kiyoshi) (Okayama, 17 de dezembro de 1969) é um profissional de MMA japônes especialista em wrestling.

## Carreira no MMA
Estreou em 1995, e já lutou contra vários lutadores famosos como Wanderlei Silva, Rodrigo Minotauro, Bob Sapp, Renzo Gracie e Kazushi Sakuraba, sendo que venceu estes dois últimos.